# Delfin (1896)
Delfin – norweski torpedowiec z końca XIX wieku, jedna z trzech zbudowanych w Niemczech jednostek typu Hval. Okręt został zwodowany w 1896 roku w stoczni Schichau w Elblągu i w tym samym roku wszedł w skład norweskiej marynarki. Torpedowiec został wycofany ze służby w 1927 roku. Podczas kampanii norweskiej w 1940 roku jednostka została zdobyta przez Niemców i wcielona do Kriegsmarine pod nazwą „Kürassier”. Okręt zwrócono Norwegii w maju 1945 roku i został złomowany dwa lata później.

## Projekt i budowa
Torpedowce 1. klasy typu Hval zostały zaprojektowane w niemieckiej stoczni Schichau na bazie torpedowców typu S 67 .
„Delfin” zbudowany został w stoczni Schichau w Elblągu. Nieznana jest data położenia stępki, a zwodowany został w 1896 roku .

## Dane taktyczno-techniczne
Okręt był torpedowcem o długości całkowitej 39,9 metra, szerokości 4,8 metra i zanurzeniu od 1,1 metra na dziobie do 2,15 metra na rufie . Wyporność normalna wynosiła 83 tony, a pełna 102 tony . Jednostka napędzana była przez pionową maszynę parową potrójnego rozprężania o mocy 1100 KM, do których parę dostarczały dwa kotły . Prędkość maksymalna napędzanego jedną śrubą okrętu wynosiła 21 węzłów . Okręt zabierał zapas 17 ton węgla .
Na uzbrojenie artyleryjskie jednostki składały się dwa pojedyncze działka kalibru 37 mm QF Hotchkiss L/45 . Broń torpedową stanowiły dwie pojedyncze wyrzutnie kal. 450 mm .
Załoga okrętu składała się z 23 oficerów, podoficerów i marynarzy .

## Służba
„Delfin” został przyjęty w skład Królewskiej Marynarki Wojennej w 1896 roku . Okręt wycofano ze składu floty w 1927 roku . W trakcie kampanii norweskiej 9 kwietnia 1940 roku rozbrojona jednostka została zdobyta przez Niemców  . W tym czasie wysłużona siłownia pozwalała jednostce osiągnąć prędkość około 17,5 węzła  . W listopadzie 1940 roku „Delfin” został wcielony do Kriegsmarine pod nazwą „Kürassier” (numer burtowy 589) . Okręt zwrócono Norwegii w maju 1945 roku i został złomowany w 1947 roku  .